# 右派
右派，又稱右翼，右派的支持者一般會采取各種保守的政治立場，著重傳統經驗、經實證之效率，並且傾向于維護現有社會秩序及社會階層，并认为其正常、自然且不可避免，且通常因相关的自然法、经济学或是传统支持自己的立场:693, 721。右派通常认为社会阶层及不平等是传统社会差异或市场经济下竞争所导致的必然结果。因此，“右翼”这一术语主要用来指代某个政党或某个系统中的保守派或反变革派。右派在不同國家與不同時期以不同的形態出現。
部分人用「右派」來稱呼自由放任資本主義的支持者。不過雖說自由放任，卻不包含移民、公民權的自由移動，此外，右派對於宗教衝突比較保守，因而對於種族問題也較為謹慎乃至於排斥。美国在1930年代羅斯福新政後，支持政府干預市場經濟的被稱為「自由派（liberal，或譯開明派）」，而支持自由市場經濟的被稱為「保守派（conservative）」，尔后在美國「自由派」和「左派」變成同義詞，相對的则是「右派」和「保守派」。

## 历史
根据《剑桥二十世纪政治思想史》，右翼经历了五个不同的历史阶段：
1. 反动的右翼寻求回归贵族和确立宗教。
2. 温和的右翼不信任知识分子并寻求小政府。
3. 激进的右翼支持一种浪漫而激进的民族主义形式。
4. 极右翼提出了反移民政策和隐含的种族主义。
5. 新自由主义右翼试图将自由市场与爱国主义、精英主义和法律与秩序等传统右翼信仰结合起来[9]。

政治上的右派源自於法國大革命時期，當時來自第三階級的共和派議員坐在主席的左側，這是自1789年三級會議以來的習慣。而貴族階級、第二階級的成員則坐在右側。之後的國民議會將坐在右側，支持舊制度的保王党稱為右派。這個根據自己政治立場而分坐大會主席左右席位的傳統延續到了今日的國民議會。19世紀末期，法國政治光譜可分為極左派（社會主義者和激進派）、中間偏左（自由派共和黨人）、中間派（溫和派、保守派共和黨人）、中間偏右（君主立憲支持者、奧爾良派、保守派共和黨人、波拿巴主義者）和極右派（保皇派和正統派）。
從此，右派成為保護現有制度和傳統統治階級。現代西方保守主義受到埃德蒙·伯克等人的著作影響。伯克反對抽象概念，而主張民族傳統：他提到：「我們敬畏上帝，我們尊敬國王且感到敬畏；尊敬議會且滿懷情感；尊敬行政官員且充滿敬意；尊敬且敬重牧師；尊敬且尊重貴族。為什麼？因為當心中出現這些想法，我們「自然」就會被打動。」他提出理由捍衛成見（Prejudice），表示這是「整個國家與時代的銀行與資產」，相較之下個人是較不重要的。他主張「成見能在緊急情況下立即運用。心中的成見出現在智慧與美德之前，而且不會在人們猶豫、懷疑、困惑、無法解決時離你而去。」伯克批評社會契約理論，主張社會的確是個契約，但「不只有活在世上的人與人之間的關係，而是在世的、已死去的、尚未出生的人們間的關係。」
亞當斯密的《國富論》，最早研究歐洲工業興起及商業發展的著作之一，是現代經濟理論的先驅。亞當斯密在這本書與其他作品中，闡述了自我利益的合理性，與競爭可以促進經濟的繁榮與安康，也闡述了自由貿易與資本主義最為世人所知的基本原理，大大影響了後世經濟學者的著作。
19世紀的英國，少數但強力的自由主義人士（這裡指古典自由主義，並非現代社會自由主義及左派代名詞的自由派），如理查·科布登和理察·賴特等人，追隨自由放任資本主義。1867年，英國與法國簽署自由貿易協議，之後也與其他國家簽署協定。報紙《經濟學人》創辦於1843年，某一程度上反對穀物法。1866年成立的科布登俱樂部（The Cobden Club）和其他團體或場所也會討論自由貿易。但奧地利經濟學者主張自由放任經濟從未成為任何一個國家的主要信條，並且至19世紀末，歐洲國家採用貿易保護主義和經濟干涉主義。
法國二戰後，戴高樂及其領導的戴高樂主義政黨主張在教育和基礎建設上投入大量資金，並與美英保持距離，與社會主義的左派法國社會黨主張大規模的國有化、實施市場經濟管制與財富再分配措施相似，但帶有民粹主義色彩，並與天主教會和基督教民主主義所連結。

## 詞意
右派一般並沒有準確的定義，因為這詞的使用往往是根基於輿論上。對於這兩詞的區分也有許多不同的看法。
- 保守主義：現代的保守主義主要包含經濟自由主義及雖然在一些國家裡「右派」和「保守派」往往被視為同義詞，主張保守，穩妥、秩序、漸進、緩慢的改革方式，強調維護舊有傳統，保守主義的政黨會被稱為右派。但這一區分在討論左派右派的光譜時很少獲得重視。
- 公平程序：古典自由主義強調程序的公平，自由市場便是例子之一。自由意志主義學者羅伯特·諾齊克便是強調區分「歷史過程」和「最後結果」兩者的20世紀知名理論家之一[29]。但另一方面，現代自由主義的支持者如约翰·罗尔斯則主張左派的政策也是使用以過程為根基的推論[30]，而一些新保守主義者傾向使用軍事手段建立民主才是屬於最後結果。
- 不介入經濟救濟：通常，政治上的爭論都是聚焦於政府究竟應該（干涉主義）或不應該（自由放任）介入經濟以救濟貧窮的問題上。諾蘭曲線將這個差異作為左派和右派兩大差異的軸線之一。不過，政府的干涉並不一定就代表重新分配財富或平等主義的政策：一些形式的干涉是為了滿足某些財團公司的利益，例如社團主義的政策。所以左派往往支持对于少数民族、中下层民众等弱势群体进行援助、保护，而右派偏好顺其自然、自由竞争，即使其结果是造成主导种族、阶层对政治和经济的掌控。
- 小政府：政府的大小在這裡可以視為是政策和立場的差異，雖然政府雇員的數量通常被用以作為主要指標，但自由市場是基本主義。不過，一些人也注意到某些政治流派如無政府共產主義、自由社會主義的存在與這種政治光譜不相合，反而如同諾蘭曲線一般垂直於左右派之外。
- 自由主義：提出這種區隔的是哲學家諾貝托·波比歐和丹妮爾·艾倫。波比歐主張唯一準確的左右派差異是有關人們對平等理念的態度，因為左派只會想要保護或促進平等，而右派只會維持或增加不平等。左派和右派也同樣宣稱同時追求平等和自由兩者，然而他們對這兩詞卻又有不同的解釋方式，右派的自由主義體現在經濟自由主義，主張減稅及減少政府對市场經濟的干預，強調自由在於越少的政府干預（即傳統的保守主義思想）；左派則体现在社會自由主義，主張向富人加稅及增加政府對市场經濟的干預，強調自由在於政府应促进社会的公平正义，並達至平等。
- 宗教自由：當今的左右兩派均認同政教分離及保障宗教信仰自由，但對於宗教團體在社會及政府的角色有顯著分歧，這種差異在美國、印度和歐洲國家特別明顯（歐洲不少国家存在反教權主義的传统），有時候也包含中東；左派強烈主張政教分離；主張政府及宗教組織應該分離，宗教組織不應牽涉政府；右派則強調应保障宗教組織在政府及社會的角色。
- 個人主義：不過，1960年代的反文化浪潮便是以強調個人自由為特色，而這波浪潮主要則被歸類為左派，而在宗教/現世的衝突上，現世主義者往往更傾向於強調個人自由和宗教自由超越集體的信仰價值。
- 文化支配法律：這個公式是由美國的參議員丹尼尔·帕特里克·莫伊尼汉提出才為人所知的，但最早則是由埃德蒙·伯克所構想的。
- 強大的國家主權：一些左派團體可能會被右派視為恐怖份子、但卻可能被左派視為自由戰士。右派的運動通常支持捍衛國家的主權並反對其變動。
- 保護國家利益：經濟民族主義或贸易保护主义在左右兩派都可以發現，左派的保護主義是以確保國內的工作機會為目標，保護本土企業及反對自由貿易；而右派的保護主義則是為了保護本國的公司和經濟。
- 認為人性和社會為固定性的為右：這是先天与后天之間的爭論例子之一。最先以此定義左右派的是美國經濟學家湯瑪斯·索威爾。
- 資本主義：這是近代最廣為所知的分法，多數媒體中提到左右派時也多半是指此種分法。這裡的社會主義泛指高税收、高福利、高政府干預調控的政治体制，而不一定是共產黨主張的無產階級專政。

左派與右派都是相對而言，在不同背景下兩者主張的具體內容不會相同，不能以靜態的「主義」或「階級」劃分。兩詞是相當廣泛的形容用詞，用以作為一種廣泛的辯證法解釋方式，可以用作形容或區分一種政治立場、一種政治意識形態、或是一個政治黨派。除非是將其套用至多維的政治光譜上，否則這兩詞通常是用以描述兩種完全相對的立場。「左派」、「右派」、「中間派」在世界各國家或地區的政治情勢中的定義不相同。

## 主张
右派曾經是指自由意志主義者，支持建立在經濟自由之上的分散經濟，擁護所有權、自由市場和自由貿易的相關政策。有部分人聲稱經濟自由與右傾政府有關。他們指責左派支持計劃經濟與平等原則。自由意志主義者主張限制政府權力，以保護人民權利。美國總統里根曾在專訪中說：「我完全相信保守主義是自由意志主義。」
經濟自由主義理論——古典自由主義的經濟部份——大部分是由亞當斯密於啟蒙時代所建立。亞當斯密主張政府對於經濟的干預應降至最低，但並不反對由政府供應基本的公共財，如道路、隧道、學校、橋樑和其他私營實體無法有效執行的基礎設施。亞當斯密希望能依使用比例繳納費用（如過路費），但也接受稅金的必要性，主張稅款應與各人所能負擔的成比例。
私有財產和個人契約是經濟自由主義的基礎。這些理論始於18世紀，當時主張，如果每個人保留自己的經濟設施，追求個人的最大利益（看不見的手），而不是受到國家控制，如此一來將會出現一個合諧且平等，繁榮的社會能自發秩序。該理論中，應該要存在著最低標準的公共資訊和正義，並且不允許任何人脅迫或偷竊。亞當斯密也主張，可用報復性關稅以實現自由貿易，用著作權和商標去激勵創新。經濟自由思想促進了18世紀末邁向資本主義經濟體制的運動，及之後重商主義制度的瓦解。
而在自由主義者眼中，右派被視為保守的威權主義者，極右派則是支持社團主義。
一些人將種族民族主義和部分形式的民粹主義，與右派連結在一起，形成右派民粹主義。
根據一些法西斯主義的自由派學者，法西斯思想中同時受到左派與右派的影響，而法西斯主義在歷史上曾抨擊共產主義、自由主義和保守主義。一個可能是連接右派與法西斯主義的是社團主義。但許多學者認為法西斯主義是在這些觀點中找尋第三種道路。羅傑·葛里芬主張法西斯運動更為右傾，並已與極右派糾結在一起。

### 社會秩序
許多右派思想及運動支持社會秩序。最早的法國右派稱為「秩序黨」，主張法國需要一位強力的政治領袖來維持秩序。以整頓法國大革命造成的內亂，這類型的右派主要是資產階級，與傳統貴族及保皇黨不同。
由約瑟夫·德·邁斯特創立的拉丁保守主義堅持對秩序的需求。邁斯特與更早的托馬斯·霍布斯相同，主張獨裁專制為防止暴力騷亂的唯一手段。逃離法國大革命後，邁斯特轉為支持極端自由主義思想，特別是盧梭的「普遍意志」理論。邁斯特也反對18世紀末期至19世紀初一些君主政治的準世俗主義和自我放縱，並主張國家與宗教不可分離。邁斯特的拉丁保守主義原則受到西班牙獨裁者弗朗西斯科·佛朗哥的採納。
原教旨主義者常支持使用政治力量去維護他們的宗教信仰。傳統右派偏向支持法律及道德上的權威。但與宗教右派或民族主義右派相比，自由意志右派是反權威主義。

### 傳統
右派的信念常見於對傳統的支持。但傳統主義者所追求的傳統應追溯至何時並不明確。評論家有時認為右派人士所提及的歷史傳統根本不存在。從歐洲文藝復興到啟蒙時代，希臘及羅馬傳統常常被引用來作為支持由君主制轉變為民主思想的論點，這在現代是被歸於左派。同樣的，早期的伊斯蘭帝國在許多方面比當代保守伊斯蘭人士更為自由。
傳統主義強調自然法原則、卓越的道德秩序、傳統和習慣、等級制度和組織統一性、農本主義、古典主義和高級文化、愛國主義、本土主義和區域主義，可以說是親近反動和反革命思想。部分右派運動支持者會接受這些稱呼，蔑視西方文化自啟蒙時代以來就連結在這些稱呼的汙名。過去許多傳統保守主義者主張君主主義。
傳統主義從一開始就以各種形式存在，但在18世紀，現代傳統保守主義形成，一直到20世紀中期的美國依然是有組織的知識力量。傳統主義可見於美國大學教授團體（被大眾媒體稱為「新保守主義者」）的著作中，他們反對個人主義、自由主義、現代性、社會進步的想法，並主張宣揚文化與教育的重建復興，恢復對於T·S·艾略特所說的「永恆事物」的興趣（那些世世代代延續下去的真理與廣大社會中的基本制度如教堂、家庭、國家和社區生活）。
「家庭價值」在不同文化中有著不同意義。20世紀末至21世紀初，該詞彙常用於政治辯論中，特別是社會和宗教保守主義者，他們認為自二戰結束以來家庭價值不斷衰落。一些右派政黨常將「家庭價值」當作慣用政治術語，如美國共和黨。右派的「家庭價值」支持者普遍強烈反對墮胎、安樂死、同性戀、婚前性行為與外遇。左派與女性主義者則經常指責右派支配父權與性別角色。

### 民族主義
在法國，民族主義最早是屬於左派與共和黨人思想。
在屈里弗斯事件後，民族主義成為右派以及極右派的主要特徵。右派民族主義者贊同種族民族主義並主張定義一個「真正」的國民身份，並加以保護不被不屬於同樣身分及汙濁不潔的元素傷害。他們也主張社會達爾文主義，將「適者生存」的觀念運用在國家與種族。
與右派民族主義相關的是文化保守主義。文化保守主義通常在面對外部的變革勢力時會支持保護國家或文化的遺產。這裡的文化可能大如西方文化或中華文化，或小如台灣。文化保守主義者試圖適應過去留傳下來的規範。這些規範可能是不切實際的，像是要求保留英國常衡、反對公制的反公制運動。它們可能是制度性的：在西方包括了騎士制度、封建制度，以及資本主義、政教分離和法治。文化保守主義者時常主張舊有體制已經適應某一特定地點或文化，因此應予以保留。其他人主張人民有權擁有自己的文化規範、特有語言與傳統。

### 其他
社會、反共、經濟、宗教等亦可能帶有右翼色彩。

## 各國各地區右派

### 澳洲
在澳洲，右派保守派聯盟，常被視為澳洲工黨的反對者。
社會保守主義者偏向君主立憲制，與英國維持某種連繫，反對共和制、支持農業利益的組織、反社會主義、反墮胎的天主教徒、福音派和自由市場主義者等，歷來都被視為保守派。
在澳洲聯邦成立後70年間，澳洲實行貿易保護主義政策、支持福利國家，以及維持澳洲與大英帝國的關係。許多學者認為羅伯特·孟席斯所領導的自由黨政府便是這種執政方向。但自1990年代起，如同美國共和黨的雷根和英國保守黨的柴契爾夫人，澳洲的保守派聯盟自約翰·霍華德執掌澳洲自由黨後，放棄凱恩斯主義採納全面自由市場經濟政策。在當今的澳洲政治，澳洲自由黨被視為主要的保守黨，但相比於美國共和黨，自由黨則更加溫和，支持溫和的社會福利和社會自由主義，很大程度類似於英國的保守黨。

### 波札那
波札那民主黨是主要的保守派政黨，目前領導人為現任總統伊恩·卡馬。該黨是由波札那首任總統塞雷茨·卡馬所創立。自從波札那在1966年獨立以來，民主黨一直掌握大權。在最近一次選舉中，民主黨拿下五十七席中的四十四席。根據經濟自由度指數年度報告，波札那在一百五十七個國家中排名第三十六位，是非洲第二高的國家，僅次於模里西斯。

### 哥斯达黎加
哥斯达黎加有三個中間偏右政黨：民族解放黨、社會基督聯合黨和自由主義者運動黨，惟三黨的政治意識也包括自由主義和基督教民主主義。

### 法國
法國最大的右派政黨戴高樂派政黨（現時是共和黨）承諾改革法國制度，法國更加有競爭力。前總統薩科齊在任時支持與北美和位於地中海的中東國家等歐洲鄰邦建立更緊密的政治關係。該黨在前總統席哈克針對海珊擁有大規模毀滅性武器及與蓋達組織的關聯表達懷疑時，引起美國的強烈反彈。甚至美國保守派人士試圖將薯條「French Fries」改為「Freedom Fries」。
法國右派民粹主義政黨民族陣線在2011年後，主張回歸傳統價值，包括讓墮胎更為困難；給予未出外工作的母親津貼；宣揚本土傳統文化；脫離歐盟和其他國際組織；對於廉價進口徵收關稅或採取其他貿易保護手段；公投恢復死刑﹔停止非歐洲移民和採用屬人主義。民族陣線反對移民，特別是北非、西非和中東的穆斯林移民。媒體觀察家將該黨視為極右派。

### 德國
德國的德國基督教民主聯盟（基民盟）是主流中間偏右政黨，領導人為弗里德里希·默茨，基民盟主張自由保守主義及基督教民主主義，而自民黨則主張經濟自由主義，基民盟及自民黨在包括前西德時期的1949－1957年、1961－1966年、1982－1998年及2009－2013年組成中間偏右聯合政府。
德國右翼民粹主義政黨德國另類選擇為新興的右派政黨，其主張反移民及打擊恐怖分子，於2017年德國聯邦議院選舉中取得12.6%的比例代表得票，成功進入德國聯邦議院。

### 香港
香港殖民地時期在1991年舉行首次部分立法局議席地區直選及1992年彭定康接任總督後，逐漸發展政黨政治。
當時早期的工商界政黨主要是啟聯（香港自由黨前身），與當時的民主建港聯盟和香港民主同盟分庭抗禮，成為當時主要的保守右翼勢力。1997年香港回歸後，建制派主導香港立法會，與民主黨為首的民主派抗衡。
建制派右派支持經濟自由主義和社會保守主義，政黨主要有民主建港協進聯盟（民建聯）、自由黨、新民黨、香港經濟民生聯盟等；工聯會主張阶级调和和文化保守主义。
香港民主派按政治光譜划分从左派到中间偏左再到中间偏右皆有。中间偏左的民主派多主张社会自由主义，反對中國共產黨及其領導，以民主黨和公民黨為首，但傾向反對武力（和平理性非暴力），且支持一定的经济社会进步议题，如在2019年示威者衝擊立法會抗爭期間，多次有民主派議員出手制止。左翼民主派主张中國共產黨是威权资本主义政党，主张在香港开展全面的社会抗争。
若按政治光谱划分，与建制派相对，香港的右翼非建制派包括右翼泛民主派、修憲派乃至港独派、归英派等。自反修例运动发生至港版国安法实施以来，部分泛民主派的政治取态进一步右倾。相對激進的右翼政黨或組織有熱血公民、香港復興會、本土民主前線等，此类右翼民粹主义政党曾於社交媒體上發起號召，觸發多次反水貨，抗議水貨客從香港利用各種途徑運送貨物到中國大陸，引發日用品短缺以及物價上升。

### 澳門
澳門殖民地時期在1966年後，親中的社團勢力和工商界社團主導澳門政治。澳門沒有政黨政治，但政治團體以社團形式運作。

### 中華民國
1950年中國國民黨及中華民國政府遷往台灣後，1960-70年代在市場經濟改革和十大建設下，經濟迅速起飛，被稱為「台灣奇蹟」，在之後30年一直保持絕對優勢。國民黨過去持中國民族主義及反共主義作為主要路線，強化與美國及日本的關係作為支柱，現在除了支持維持與美日的關係外，加強與中國大陸的合作，反對台灣獨立為主。
1927－1949年國民黨曾是中國大陸的執政黨，其後成為台灣的執政黨，1945年－2000年及2008年－2016年在台灣執政，並在立法院長年來都握有過半席次，直至2000年總統選舉由民主進步黨贏得選舉，為中華民國行憲後首次政黨輪替，國民黨首次成為在野黨，2016年總統及立法委員選舉皆由民進黨贏得選舉，國民黨首次失去在立法院的控制權。
扣除統獨議題，在經濟和社會政策方面，國民黨與其他國家的保守派政黨不同，台灣有不少的國營企業與國民黨存在密切關係，這是因為戒嚴時期，國民黨控制黨營傳媒（老三台）、社會團體、社會企業及干預市場經濟，但總體保持1960年代經濟自由主義路線。而在台灣民主化後，在李登輝時代後已加入本土主義元素及強調台灣的身份認同，淡化中華民族主義的色彩。國民黨的社會政策包括自由保守主義、經濟自由主義，但國家主義色彩比較濃。
目前在台灣，被認為屬於中間偏右或右派的政黨有泛藍陣營的國民黨、新黨、親民黨、無黨團結聯盟。 不過，除了因傾向中國民族主義、偏社會保守而被視為中間偏右的泛藍陣營；泛綠陣營的台灣團結聯盟和台灣基進則因反中、敵視中國大陸，而被視為擁有右派立場 。

### 中国大陆
在中國大陆地区，中國共產黨自1978年以来較大程度淡化自身的意识形态立场，但在现行中共党章中依舊将自身定位為馬克思列寧主義政黨。
在毛泽东时代，右翼是指反革命或反对毛泽东的组织或个人，导致范围较为宽泛，以至于左翼之间的路线斗争也会以“右翼”称之，如1930年代的托洛茨基主义者被指为“右倾机会主义”，建政后更随着大肃托受到迫害。同时，党内的派系斗争亦会带有类似色彩，文革时期，1975年批邓、反击右倾翻案风运动明确将邓小平视作“右倾投降主义”“买办”。而邓小平复出后，1981年《关于建国以来若干历史问题的决议》中将文革称作“极左”错误。
就官方政党而言，改革开放之后的中国共产党往往被各类民间左派视为右翼政党，毛派等将其归因于对經濟實行部分市場化改革导致的贫富差距，非毛派的派系则侧重于批判其保留威权主义、中国民族主义等要素。八大民主党派因为仅有参政议政权，因此较少受到讨论。
中國大陸知识分子中传统的自由派又分为偏右的保守自由主義者等“右翼自由派”（部分人士自称“保守派”，接近欧美主流的中间偏右至右翼势力）和中间偏左的社会自由主义者等“左翼自由派”。

### 冰島
冰島獨立黨是冰島最大的中間偏右政黨，自1944年冰島脫離丹麥獨立以來，獨立黨在1944－2009年及2013年至今，一直是冰島國會的第一大黨。獨立黨的保守主義包含社會自由主義及經濟自由主義。戴維·奧德森在1991－2004年出任總理期間，其政策包括穩定貨幣及財政；私有化；減稅；規定漁業的獨占使用權（Exclusive use right）；廢除各種資助虧損企業的政府基金；貨幣移轉和資本市場的自由化。

### 印度
印度人民黨是印度最大的右派政黨，以印度教國家主義為代表。印度人民黨主張保守社會政策，主張自主強健的經濟成長；印度教民族主義所推動的外交政策和強大的國防武力。印度教徒優越主義在該黨思想中佔有獨特地位，有別于印度國大黨的世俗主義及對宗教寬容的政策，他們相信古印度文化和價值會為印度帶來一個更開明的社會。

### 伊朗
伊朗的右派政黨以傳統伊斯蘭保守派為主，如战斗教士联盟（CCA）和Islamic Coalition Society。CCA是1977年由一群神職人員為了以文化方式推翻穆罕默德·禮薩·巴列維而成立。目前擁有全國首要的政治神職人員（包括現任的阿亞圖拉）。在伊朗伊斯蘭革命後，該黨是第四和第五屆議會的最大黨。
伊朗的右派陣營反對舊有右派的僵固思想，採取開明觀點，主要代表有Executives of Construction Party (ECP)與拉夫桑賈尼。1989年至1997年拉夫桑賈尼主政期間，該黨採取開明的國內外政策。這是伊朗右派的第一次分裂。

### 以色列
利庫德集團（聯合黨）是以色列最大的右派政黨。聯合黨1973年成立之時，是數個右翼政黨的聯盟，該黨在1977年大選擊敗工黨取得勝利，是以色列政治史的轉捩點。聯合黨之後除了1992－1996年、1999－2001年及2006－2009年，一直維持執政地位。該黨支持自由市場資本主義與自由主義。該黨在本雅明·內塔尼亞胡主導之下，立法降低增值稅、收入與公司稅，和關稅。支持自由貿易（特別是對歐盟和美國）與廢除部分企業壟斷。另外，他們還將部分政府企業私有化（如以色列航空和以色列国民银行）。
現任總理內塔尼亞胡是黨內的鷹派人物，主張對巴勒斯坦採取強硬政策，包括反對巴勒斯坦人建國，以及支持猶太人居住在約旦河西岸及加薩走廊。1996年他首次出任總理時便重申反對巴勒斯坦建國的立場。
不過聯合黨也是第一個與阿拉伯國家簽署和平協議的執政黨。例如，1979年，時任總理貝京與埃及總統沙達特簽署大衛營協議，以色列歸還在六日戰爭中佔領的西奈半島，換取兩國和平。伊扎克·沙米爾在1991年波斯灣戰爭後的馬德里會議給予巴勒斯坦人一部份合法地位。但沙米爾強烈拒絕巴勒斯坦建國，而被部分人士（包括美國國務卿詹姆斯·貝克）指責是首腦會議失敗的原因。奧斯陸協議之後，聯合黨與工黨除了經濟政策的差異外，其他立場基本一致。
該黨強調民族主義的主題，如國旗和1948年以阿戰爭的勝利。主張在兒童教育中教導價值觀，贊成媒體自由及推廣民營媒體，因此民營媒體在聯合黨執政時期明顯成長。但沙龍聯合黨政府卻關閉了知名的右派地下電台「第七頻道」（Arutz 7）。「第七頻道」致力於睦鄰運動，並常以右派觀點批評政府施政。

### 匈牙利
奧班·維克多領導的青年民主主義者聯盟自1990年代中期是匈牙利最大的右派政黨。2010年議會選舉後，青年民主主義者聯盟在國會成功取得超過三分之二的議席。

### 意大利
西爾維奧·貝盧斯科尼領導的意大利力量黨自1994年以來一直是義大利最大的中間偏右政黨。

### 日本
自民黨是日本的最大右派政黨，自1954年成立，於1955年起長期執政，只在1993－1994年及2009－2012年是在野黨。
自民黨的經濟政策以出口為基礎的經濟成長；在外交與國防政策上與美國保持密切合作，維護美日安保條約；行政改革包括以下幾個主題：簡化和精簡政府官僚；日本國營事業民營化；和稅務改革、老年化社會所造成的經濟影響的應變措施等等。其他在1990年代初期的優先事項有：讓日本在快速發展的亞太地區扮演更積極且活躍的角色；日本經濟自由化、國際化，提升國內需求；打造高科技資訊社會；鼓勵科學研究。他們不僅對自由企業作出承諾，但自民黨也對重要小型企業及第一級產業採取部份貿易保護主義和補貼手段，這也使自民黨在鄉郊地區保持高支持度的原因。前首相安倍晉三推動安倍經濟學，並主張建立強大的軍力及修改日本國憲法（即和平憲法）。

### 賴比瑞亞
埃倫·詹森-瑟利夫是非洲第一位民選女總統。她承諾將制定新自由主義式的改革。

### 紐西蘭
紐西蘭國家黨在二戰後長期執政，1949－1957年、1960－1972年、1975－1984年、1990－1999年及2008－2017年是紐西蘭的執政黨。國家黨是紐西蘭最大的自由保守主義政黨，亦即是紐西蘭的保守黨。國家黨主張減稅，減少社會福利支出，促進自由貿易，恢復或維持紐西蘭的防衛聯盟，對全紐西蘭人訂立一個公民身分的標準。國家黨是紐西蘭的保守黨，但如同澳洲的保守派聯盟，同樣存在社會自由主義及自由意志主義的派系，對於社會議題持開效態度，如把同性婚姻合法化。
紐西蘭優先黨是紐西蘭國會的第三大黨，也採取社會保守主義的立場，該黨主張反對大量移民的開放政策，但並非種族主義及排外路線，優先黨亦反對國家黨的經濟自由主義政策，因此反而與中間偏左的紐西蘭工黨合作，於2005－2008年及2017年至今與工黨組成聯合政府。

### 荷蘭
荷蘭的中間偏右政黨自由民主人民黨是保守自由主義的代表。該黨在2005年發表「自由宣言」（Liberal Manifesto），包括支持歐盟的「四大自由」；人民有安樂死的權利；針對福利國家與低稅的改革，但保留部分政策，如由納稅人支付勞動家庭的日間托兒費用；允許大麻合法化的政策。其他的中間偏右政黨包括基督教民主呼籲、民主66及基督教聯盟。
此外，荷蘭的另一右翼政黨為荷蘭自由黨，該黨反對移民湧入及反對伊斯蘭教，主張關閉清真寺及退出歐盟，認為歐盟的多元文化主義破壞荷蘭的文化傳統。

### 葡萄牙
葡萄牙的右派保守主義政黨以社會民主黨及民主和社會中心黨-人民黨為代表。人民黨創立者最初是要成立中間派政黨，以舒緩康乃馨革命所帶來的熱潮，採取介於左派與右派的溫和立場，擔任當時政治不穩定中的主要角色。其創立者成功緩和右派份子（無論是否為黨員），提供革命後與左派對話的管道。但人民黨之後逐漸背離創始人的主張，成為一個右派歐洲懷疑主義政黨，並支持傳統的基督教價值觀，認同天主教會的角色。
至於社民黨成立初期是左派政黨，與社會黨相似，但自從1980年執政後便轉為中間偏右政黨，與社會黨對立，1980－1995年、2002－2005年及2011－2015年為執政黨。2003年人民黨與社民黨組成的中間偏右聯合政府支持美國發動伊拉克戰爭，並強烈反對墮胎合法化（其後由社會黨政府推動公投把墮胎合法化），這導致聯合政府在選舉中失利。2005年的議會選舉，人民黨拿下12席，得票率7.3%，成為在野黨。2011年葡萄牙議會選舉後，人民黨與同屬右派的社民黨聯合執政至2015年。

### 瑞典
中間偏右的瑞典聯盟之一溫和黨強調自由市場、私有化、個人自由和降低公部門的成長速度，且支持大部分自1930年代以來所採取的社會福利制度。該黨重視的議題有對抗犯罪、低稅、強健的國防與教育系統的品質。他們也支持瑞典加入歐盟。溫和黨在2003年的公民投票中曾支持將貨幣瑞典克朗改為歐元（公投被否決）。他們目前是歐洲人民黨和國際民主聯盟的成員。
右派民粹主義的瑞典民主黨成立於1988年2月。該黨稱他們是民族主義政黨。主流媒體及觀察家時常稱該黨為仇外和種族主義，部份人稱他們為「新納粹」，民主黨均不承認。

### 西班牙
西班牙人民黨是西班牙最大的右派政黨，人民黨不少黨員過去是佛朗哥長槍黨的執政黨成員，在1970年代民主化及1980年代重組及轉型後，于1989年成立。1996年首次執政，擊敗已執政14年的中間偏左西班牙工人社會黨，直至2004年因支持美國發動的伊拉克而在選舉失利，成為反對黨。人民黨現任領導人為拉霍伊，自2003年成為人民黨的領導人，並於2011年12月20日起出任西班牙首相。

### 土耳其
埃爾多安的正義與發展黨自2002年一直是大國民議會的最大的右派政黨，長期在議會選舉有大優勢。但該黨在2018年大選和2019年土耳其地方選舉則因為經濟衰退而選舉失利。

### 南韓
國民力量是南韓最大的保守派政黨，過去長期執政，惟在1998年－2008年及2017年至2022年是最大在野黨，2017年南韓總統選舉，敗給自由派的共同民主黨。直到2022年南韓總統選舉才重新成為執政黨。
保守派政黨執政南韓數十年期間，由國家政府主導經濟改革，推動自由貿易及低稅政策後，已成為主要經濟體（20國集團）及亞洲最富裕的國家之一。國內生產總值位居亞洲第四位及全球第十三位。經濟發展被稱為「漢江奇蹟」，是許多发展中国家的典範。不過，保守派政黨的強硬反北韓政策，以及堅持要求北韓棄核武方能展開談判的立場使他們執政期間，兩韓關係長期緊張。此外，保守派政黨數十年的經濟政策導致韓國財閥勢力龐大，社會出現高度的貧富懸殊及流動性較低。

### 英國
保守黨是英國的最大的中間偏右政黨。它是英國兩大政黨之一，另一個是中間偏左及民主社會主義的工黨。
2010年英國大選，保守党在议会选举中虽排名第一但并未过半，但是后来顺利与得票率第三、中間偏左的自民党组成联合政府，党魁戴维·卡梅伦出任首相，他是英国近二百年来最年轻的首相。歷史上保守黨的首相有諾斯勳爵、小威廉·皮特、斯賓塞·珀西瓦爾、威靈頓公爵、羅伯特·皮爾、班傑明·迪斯雷利、亞瑟·貝爾福、邱吉爾和麥美倫。柴契爾夫人是第一位女首相，她的柴契爾主義被譽為開啟了經濟成長的新時代。
保守黨作為英國的主流中間偏右政黨，如同美國的共和黨，擁有不少的政治支流及派系：
1. 一國保守主義：保守黨內的主流派，在20世紀佔有主流自由主義思想的地位，直到1970年代的柴契爾主義興起為止，抱持該主義的保守黨首相有鮑德溫、麥美倫和希思。其名稱來自於班傑明·迪斯雷利。一國保守主義的基礎是社會凝聚力的信念，其擁護者支持福利國家，維持不同利益的團體、階級間合諧的社會制度或機構，把英國國內不同種族或宗教（基督教以外的宗教）融入英國文化，支持歐盟，將其社會凝聚力的原則延伸至國際層級，當中亦有其他人強烈反對歐盟（如Peter Tapsell（英语：Peter Tapsell (British politician)））。目前黨內著名的一國保守主義者有肯尼斯·克拉克、馬爾科姆·里夫金德和達米安·格林。他們常被視為與托利黨改革派和弓派有關。一國保守主義者常引用埃德蒙·伯克和他強調的公民社會（小單位「Little platoons」）做為社會的基礎，以及反對所有激進政治。一國保守主義一直是保守黨內的主流派，惟因為對歐盟政策上的顯著分歧，導致派系並不明顯。部分一國保守主義者如文翠珊及夏文達本身對歐盟持懷疑態度，而主張脫離歐盟的鮑里斯·約翰遜也是一國保守主義者。
2. 柴契爾主義：柴契爾夫人在1975年成為黨魁後，經濟自由主義者在保守黨取得主導地位。主要傳統思想是自由市場，主張減少政府在經濟上的干預，削減直接稅、部分公共事業私有化、終止國營產業，減少福利國家的規模和範圍。社會福利政策則沒有明顯的削減。雖然柴契爾夫人本身是社會保守主義者，但她的支持者，如邁克·波蒂略與大衛·戴維斯的看法含有社會自由主義，而威廉·海格主張傳統保守主義者，也因此被譽為柴契爾主義的繼承人，他後來曾任保守黨黨魁及英國外交大臣，但也支持一國保守主義的部分理念。許多柴契爾主義支持者本身也是歐洲懷疑主義者，認為歐盟法規干涉自由市場且威脅到英國的國家主權，支持脫離歐盟。少數抱持歐洲主義的柴契爾主義者有Leon Brittan（英语：Leon Brittan, Baron Brittan of Spennithorne）。歐盟議題一直是柴契爾主義的凝聚點，反對歐盟擴張政治權力及強調國家主權的重要性一直是柴契爾主義的核心。由於美國前總統雷根與柴契爾夫人深厚的友誼，柴契爾主義者也傾向大西洋主義，支持英國加強與美國的特殊關系，以抗衡歐盟對英國的影響。柴契爾夫人稱她自己受到伯克和海耶克的影響。保守黨內有相關思想的派系有No Turning Back和保守黨前進派。
3. 基石派（Cornerstone Group，俗稱Faith, Flag and Family）：保守黨內第三大勢力。基石派的俗稱，則來自於該派所支持的三大支柱——英國國教會、單一制的英國以及家庭價值。強調英國的基督教文化傳統（儘管影響力已減少），反對英國的中央權力有任何形式之轉移——無論下至國家和地區或上至歐盟——並且更加強調傳統家庭結構以修復英國破碎的社會。大多數人反對大量移民移入英國，而且有部分人士曾針對種族議題發表極具爭議的言論。[93][94]著名的基石黨人有娜汀·多里斯、安德魯·羅森戴爾、Ann Widdecombe（英语：Ann Widdecombe）和愛德華·李——後兩者因以天主教徒身分支持英國國教會而受到注目。保守派的英國哲學家罗杰·斯克鲁顿是基石派中知識派的代表人物。其著作較少著墨於經濟上，而是集中在保守派在政治、社會、文化和道德議題上的看法。

### 美國
共和黨是美國保守主義和右派的主流政黨。而民主黨也曾以保守派和中右派的波旁民主党人为主，但因反对高关税造成的工业州—农业州不平等在当时较共和党偏左翼。当时人民党是美国主要的进步主义和左派势力。之后威廉·詹宁斯·布莱恩作为民主党候选人参选总统导致人民党并入民主党，波旁民主党人逐渐衰落；对佩恩—奥尔德里奇关税法的反对导致共和党内的进步派和左派在1912年美国总统选举前叛逃成立进步党并独立提名西奥多·罗斯福为候选人，共和党遂开始走向更亲商的路线。此后的罗斯福新政将民主党从以保守派和中右派为主转变为了以进步派和左派为主。在2010年前，黨內保守派在民主黨仍有一定影響，尤其是民主黨在南方的原有勢力。
共和黨內的右派主要思想及派系有：
1. 新保守主義：自小布什後成為共和黨的主流外交政策，目的是維護美國企業在國外的利益，強調干涉主義。新保守主義最初是由一群有異心的自由主義者所提出，欧文·克里斯托被認為是該思想的先驅，將「新保守主義者」定義為「被現實搶劫的自由主義者」。雖然最初被視為是國內政策的一種方法（克里斯托的《The Public Interest》未包含外交事務），但在迪克·錢尼、罗伯特·卡根、Richard Perle（英语：Richard Perle）、Kenneth Adelman（英语：Kenneth Adelman）和比尔·克里斯托等人的影響下，新保守主義成為小布希及共和黨的主要外交政策。新保守主義認同為保障美國的國家利益及維護國際地位，有必要介入別國的事務。這在海灣戰爭、阿富汗戰爭及伊拉克戰爭充分體現。
2. 經濟自由主義：強調嚴謹闡述美國憲法，尤其是關於聯邦權力的部份，主張限制聯邦政府的權力。這種思維模式往往信奉自由放任市場經濟，蔑視及不信任聯邦政府。在經濟方面自1980年代成為共和黨的主要政策，反對社會主義、計劃經濟、公有制與社會福利，捍衛私有產權、小政府大社會、徹底的自由市場經濟，減稅、縮減政府開支和社會福利、取消奧巴馬健保計劃、維護公平的國際貿易等。茶黨運動不但激烈批評奧巴馬推動的全民健保，更主張消滅教育部、國稅局甚至聯邦儲備局。[95]
3. 旧保守主义：1980年代興起，強調基督教文化傳統和傳統家庭對社會的重要性。旧保守主义者強烈反對政府干預人民生活。如塞繆爾·P·亨廷頓等人，主張多種族、平等主義的多元文化國家本身就不穩定。[96]旧保守主义者普遍是孤立主義者，避免受他國影響。現時共和黨仍有孤立主義的派系，反對美國過分介入別國的事務，這在20世紀的初期是共和黨的主流。
4. 自由意志主義：1980年代前，自由意志主義者原本是共和黨的支配力量，曾是共和黨的保守主義主流價值。自由意志主義者強烈反對民主黨自1930年代推行的新政，反對政府干預市場經濟。自由意志主義強烈反對共產主義，亦反對1964年民權法案通過後，賦予女性和少數族裔優惠待遇的積極平權措施，直至1970年代曾經是共和黨支持的主流政策。但自1980年代後，基於自由意志主義者強調個人主義的公民自由意志，在社會議題上，如不反對女性的墮胎選擇權及LGBT權利等（這方面與自由派相同），認為這是對公民自由的干涉，與保守派持對立的立場。這導致自由意志主義的派系在共和黨逐漸失勢，但他們在美國東北州分仍有一定影響力。
5. 基要保守主義：認為美國是一個基督徒建立的國家（認為美國憲法第一修正案中禁止建立國教所指的是宗教組織而非宗教），應強調基督教價值觀及教會組織在社會的角色，贊成由教師帶領的公立學校禱告時間，反對墮胎及同性婚姻，尋求制定法規減少大眾媒體的褻瀆或性別牽扯。主張政府介入社會公共領域及政治事務，並對抗自由派主導的民權組織。支持者主要是美國的基督教福音派大型教會，他們主張動員支持者進入共和黨，推動他們的保守社會意識形態，抗衡自由派。
6. 經濟民族主義：現時以美國總統唐納·川普及前白宮顧問史蒂芬·班農為主，主張「美國優先」及經濟民族主義，反對多邊主義及多邊跨國協議制定的自由貿易（如TPP），主張由國家對國家雙方制定的公平自由貿易，反對跨國國際組織介入。社會議題上強調種族、宗教及文化上的美國身份認同，反對多元文化主義、反對賦予來自墨西哥等國的非法移民居留權、反對極端伊斯蘭恐怖主義等。班農對另類右翼運動的某些參與者身上存在他口中的「種族民族主義」傾向予以了批駁。他稱對民粹主義和美國民族主義的興趣，在於限制其眼中的全球化的腐蝕效應。[97]

在2019年，美国民众总体倾向于中右翼，37% 的美国人自认为是保守派，相比之下，35% 为温和派，24% 为自由派。这延续了该国几十年来倾向于中右翼的趋势。

## 标志
各国的右派保守主義政党大多數以藍色为象征颜色。惟美國的共和黨及韓國的國民力量等，則主要使用红色。日本自由民主黨則常使用綠色，近年也使用紅色。

## 外部連結
- 諾蘭曲線（页面存档备份，存于）
- IDU :國際民主聯盟（页面存档备份，存于）
- RightWingers.com （页面存档备份，存于）
- 國際自由聯盟 (許多右派政黨的國際聯盟)
- EPP - 歐洲人民黨 (歐洲層級的最大政黨)（页面存档备份，存于）
- 右派網（页面存档备份，存于）（简体中文）